# Khobz eddar
Le khobz eddar ou khobz khoucha (en arabe : خبز الدار) est un pain traditionnel algérien cuit au four,.

## Description
Khobz eddar, khobz dar, khobz daâr ou pain maison, est un type de pain algérien moelleux, à base de semoule fine, farine et de graines d'anis,,,. Ce pain peut accompagner les plats d'entrée comme djari, harira, chorba ou le café si on lui rajoute de l'eau de fleur d'oranger et du zeste de citron ou d'orange.

## Ingrédients
- semoule fine (ou mélange de quantité égale farine/semoule)
- levure boulangère
- beurre ou 1 verre de thé d'huile
- œuf
- sucre
- une cuillère à café de sel
- une cuillère à soupe de lait (ou lait en poudre)
- levure chimique (facultatif)
- eau de fleur d'oranger (facultatif)
- zeste de citron ou d'orange (facultatif)
- eau tiède
- jaune d'œuf pour dorure et un peu de lait
- grains d'anis pour la pâte
- grains de nigelle pour la pâte et la décoration